# Júiči Komano
Júiči Komano (* 25. červenec 1981) je japonský fotbalista.

## Reprezentace
Júiči Komano odehrál 78 reprezentačních utkání. S japonskou reprezentací se zúčastnil Mistrovství světa 2006, 2010.

## Statistiky
| Japonsko | Japonsko | Japonsko |
| Roky     | Záp.     | Góly     |
| -------- | -------- | -------- |
| 2005     | 5        | 0        |
| 2006     | 10       | 0        |
| 2007     | 12       | 0        |
| 2008     | 13       | 0        |
| 2009     | 9        | 0        |
| 2010     | 11       | 0        |
| 2011     | 7        | 1        |
| 2012     | 5        | 0        |
| 2013     | 6        | 0        |
| Celkem   | 78       | 1        |